# Spheropistha melanosoma
Spheropistha melanosoma är en spindelart som beskrevs av Takeo Yaginuma 1957. Spheropistha melanosoma ingår i släktet Spheropistha och familjen klotspindlar. Inga underarter finns listade i Catalogue of Life.